# Đordano Borovčić Kurir
Bruno-Đordano Borovčić-Kurir (1912. — u. Ruduša, Sinj, 26. kolovoza 1941.), hrvatski pripadnik pokreta otpora u Drugome svjetskom ratu.
Zapovjednik Prvoga splitskog partizanskog odreda. Preživio je okršaj kod Košuta 14. kolovoza 1942., ali je zarobljen. Sproveden je sa suborcima u improvizirani zatvor u Sinju podno litica Kamička. Sa suborcima je punih 12 dana i noći boravio ondje, gdje su bili vezani lancima, ispitivani i tučeni od ustaša, batinaša, zlostavljani, tučeni motkama, drvenim i željeznim štapovima, pendrecima, čizmama i šakama. Za potrebe suđenja u Sinj je došao specijalni sud iz Mostara. Nakon kratkog suđenja proglašen je sa skupinom suboraca krivim i osuđen na smrt. Strijeljan je 26. kolovoza 1941. godine na predjelu Ruduši pored Sinja
U Splitu se je u doba socijalističke Jugoslavije po Đordanu Borovčiću Kuriru i osnovna škola.